# Arielulus circumdatus
Arielulus circumdatus là một loài động vật có vú trong họ Dơi muỗi, bộ Dơi. Loài này được Temminck mô tả năm 1840.

## Hình ảnh

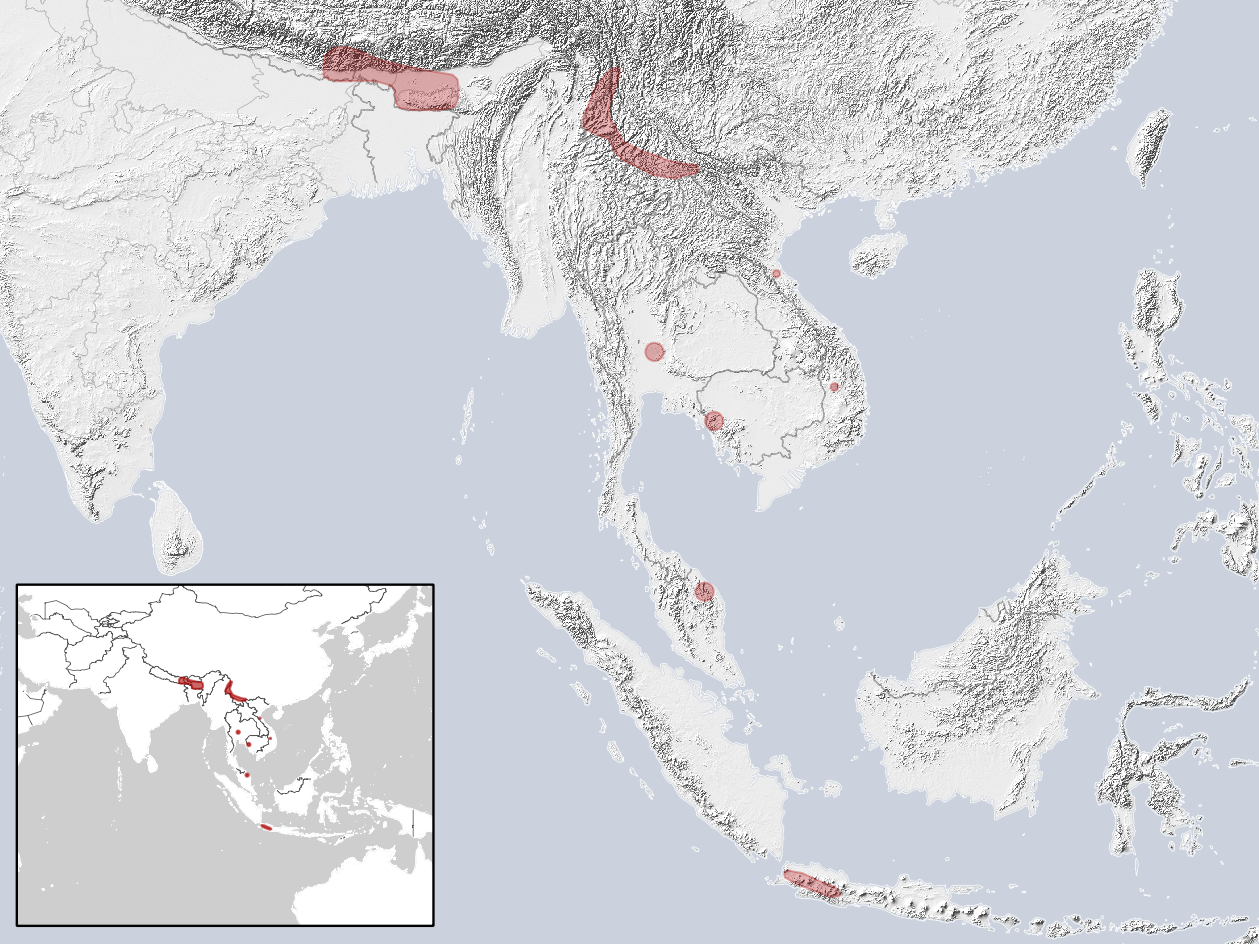